# Ciriza
Ciriza (em basco: Ziritza) é um município da Espanha na província e comunidade foral (autónoma) de Navarra. Tem 4,36 km² de área e em 2021 tinha 163 habitantes (densidade: 37,4 hab./km²).

## Demografia
| Variação demográfica do município entre 1991 e 2004 | Variação demográfica do município entre 1991 e 2004 | Variação demográfica do município entre 1991 e 2004 | Variação demográfica do município entre 1991 e 2004 |
| --------------------------------------------------- | --------------------------------------------------- | --------------------------------------------------- | --------------------------------------------------- |
| 1991                                                | 1996                                                | 2001                                                | 2004                                                |
| 57                                                  | 52                                                  | 64                                                  | 72                                                  |